# 储方庆
儲方慶（?—?），字廣期，號遁庵，一號遁安，江南宜興人。
康熙六年（1667年），與兄善慶同中丁未科進士，任清源縣知縣。康熙十八年（1679年），與傅山同被徵“博学宏词”。著有《遁菴文集》。有五子，四进士一举人。號稱“五鳳齊飛”，為一時佳話。